# Hailu Mekonnen
Hailu Mekonnen (Arsi, 4 april 1980) is een Ethiopische atleet, die gespecialiseerd is in de 5000 m, veldlopen en de marathon.

## Biografie
Zijn eerste internationale succes boekte hij in 1999. Bij het WK veldlopen in Belfast nam hij deel zowel bij de senioren als de junioren. Bij de senioren won hij een bronzen medaille en bij de junioren veroverde hij de wereldtitel. Dat hij een goed veldloper is bewees hij ook in 2002 door ook bij dit WK een bronzen plak te pakken bij de senioren.
Dat hij ook goed uit de voeten komt op de 5000 m bewees hij met zijn twee finale plaatsen op het WK. Met zijn persoonlijk record van  12.58,57 op deze afstand won hij de Golden Gala in Rome. In 2003 won hij een zilveren medaille bij de Afrikaanse Spelen en een gouden medaille bij de Afro-Aziatische Spelen op deze afstand.
In 2010 debuteerde hij op de marathon. Bij de marathon van Barcelona finishte hij als negende in 2:12.36. Een jaar later verbeterde hij zijn persoonlijk record tot 2:07.35. Met deze tijd won hij de marathon van Tokio en won hiermee bijna $ 100.000 aan prijzengeld. Deze zege droeg hij op aan Haile Gebrselassie, omdat deze door een blessure geen comeback kon maken.
In Nederland is hij geen onbekende. Zo behaalde hij tweemaal een podiumplaats bij de Warandeloop in Tilburg. Ook won hij in 2005 de Montferland Run en werd hij in 2010 vijfde bij de marathon van Amsterdam.

## Titels
- Wereldjeugdkampioenschappen veldlopen - 1999

## Persoonlijke records
Outdoor
| Onderdeel      | Prestatie | Datum            | Plaats        |
| -------------- | --------- | ---------------- | ------------- |
| 1500 m         | 3.33,14   | 30 juni 2000     | Rome          |
| 1 Eng. mijl    | 3.53,40   | 28 juli 2000     | Oslo          |
| 2000 m         | 5.02,06   | 5 juni 1998      | Milaan        |
| 3000 m         | 7.30,53   | 24 augustus 2001 | Brussel       |
| 5000 m         | 12.58,57  | 29 juni 2001     | Rome          |
| 10.000 m       | 28.01,10  | 30 augustus 2002 | Brussel       |
| 10 km          | 27.39     | 11 december 2002 | Doha          |
| 15 km          | 42.55     | 4 december 2011  | 's-Heerenberg |
| halve marathon | 1:01.29   | 6 september 2009 | Glasgow       |
| 25 km          | 1:14.44   | 17 oktober 2010  | Amsterdam     |
| 30 km          | 1:29.07   | 26 februari 2012 | Tokio         |
| marathon       | 2:07.35   | 27 februari 2011 | Tokio         |

Indoor
| Onderdeel   | Prestatie | Datum            | Plaats     |
| ----------- | --------- | ---------------- | ---------- |
| 1500 m      | 3.35,58   | 6 februari 2000  | Stuttgart  |
| 1 Eng. mijl | 3.54,78   | 13 februari 2000 | Liévin     |
| 3000 m      | 7.38,4    | 20 februari 2000 | Birmingham |
| 2 Eng. mijl | 8.09,66   | 20 februari 2000 | Birmingham |

## Palmares

### 1500 m
- 2001: 7e WK indoor - 3.52,72

### 3000 m
- 1998: 4e Adriaan Paulen Memorial in Hengelo - 7.42,92
- 1998: 4e Afrikaanse kamp. in Dakar - 8.06,69
- 1999:  Doha Grand Prix - 7.49,81
- 1999:  LBBW Athletics Stuttgart - 7.33,00
- 2001:  FBK Games - 7.46,03
- 2001:  Memorial van Damme - 7.30,53
- 2001:  ISTAF- 7.44,86
- 2007:  International Meeting in Rhede - 8.02,58

### 5000 m
- 1998:  Tartu - 13.43,23
- 1998: 4e Tsiklitireia in Athene - 13.36,61
- 1998: 5e WK junioren in Annecy - 14.06,30
- 1998:  Afrikaanse kamp. in Dakar - 13.38,19
- 1999: 7e WK - 13.18,97
- 2001:  Ethiopische kamp. in Addis Ababa - onbekend
- 2001:  Golden Gala - 12.58,57
- 2001: 9e WK - 13.20,24
- 2001:  Weltklasse Zürich - 13.00,69
- 2001: 4e Goodwill Games - 15.26,70
- 2003:  Afrikaanse Spelen - 13.26,73
- 2003:  Afro-Aziatische Spelen - 13.49,08
- 2004: 5e Grand Prix Regione Lombardia - 13.33,07
- 2007: 4e Mondo Keien Meeting - 13.50,75
- 2008:  Oda Memorial International Meeting in Hiroshima - 13.37,06

### 10 km
- 1999:  Ratinger Silvesterlauf in Ratingen - 28.59
- 2001:  Memorial Pepe Greco in Scicli - 29.19
- 2001:  Rennes - 27.37
- 2002:  Million Dollar Road Race in Doha - 27.39
- 2007:  Ebingen Citylauf in Albstadt - 28.39

### 15 km
- 2005:  Montferland Run - 43.09
- 2011:  Montferland Run - 42.54,2

### 10 Eng. mijl
- 2008:  Kosa- International Division - 45.59

### halve marathon
- 2009:  Great Scottish Run - 1:01.29
- 2010:  Great Scottish Run - 1:01.53

### marathon
- 2010: 9e marathon van Barcelona - 2:12.36
- 2010: 8e marathon van Parijs - 2:09.01
- 2010: 5e marathon van Amsterdam - 2:07.37
- 2011:  marathon van Tokio - 2:07.35
- 2012: 8e marathon van Tokio - 2:09.59
- 2012:  marathon van Hengshui - 2:08.07
- 2013: 23e marathon van Dubai - 2:15.22
- 2014: 8e marathon van Mumbai - 2:12.17
- 2015:  marathon van Tiberias - 2:12.32

### veldlopen
- 1997:  Warandeloop in Tilburg - 29.34
- 1997: 5e Sylvestercross in Soest - 32.14
- 1998:  Warandeloop in Tilburg - 30.10
- 1999:  WK in Belfast - 12.35
- 1999:  WK junioren in Belfast - 25.38
- 2000: 6e WK in Dublin - 11.27
- 2001: 4e Ethiopische kamp. in Jan Meda - onbekend
- 2001: 10e WK in Oostende - 13.03
- 2002:  Ethiopisch kamp. in Addis Ababa - onbekend
- 2002:  WK in Dublin - 12.20